# 沃尔特·蒙森
沃尔特·蒙森（英語：Walter Monson，1908年11月29日—1988年1月9日），加拿大男子冰球运动员，场上位置是前锋。他曾代表加拿大参加1932年冬季奥林匹克运动会冰球比赛，获得一枚金牌。